# Samantha Ohlanders
Samantha Grace Ohlanders, född 11 september 1989 i Järvsö, är en svensk folkmusiker, kompositör och violinist.

## Biografi
Samantha Ohlanders är utbildad vid Kungliga Musikhögskolan i Stockholm 2010–2013. Hon har även studerat musik vid Malungs folkhögskola och Høgskolen i Telemark. I sin musik blandar hon ofta politik, feminism-, anti-nationalism och humor.
Tillsammans med Sara Parkman och Hampus Norén komponerade Ohlanders musiken till Riksteaterns föreställning Fäboland som Parkman och Ohlanders turnerade med år 2016. Föreställningen kretsade kring de kvinnor som arbetade med boskapen vid fäbodvallarna och som skapade sitt eget soundtrack till arbetet. År 2017 släppte hon albumet Matriarkerna tillsammans med Sara Parkman. På skivan medverkade flera av deras förebilder såsom Lena Willemark, Agneta Stolpe och Marie Selander. På Folk & Världsmusikgalan år 2018 prisades Ohlanders och Parkman då albumet utsågs till "Årets utgåva".
2019 turnerade Ohlanders med Riksteaterns föreställning Nationalparken som kretsade kring människans relation till naturen. Till föreställningen komponerade Ohlanders musiken tillsammans med Sara Parkman och Hampus Norén.
Ohlanders spelar även i bandet Beata Bermuda. År 2018 debuterade hon som sommarpratare i Sommar i P1 tillsammans med Sara Parkman.
Under 2022 turnerade hon tillsammans med det egna bandet Byalaget (bestående av Staffan Jonsson, Emil Skogh och Ebba Wigren), med uppsättningen Landsbygdsupproret.

## Utmärkelser
Samantha Ohlanders har fått Lill-Babs-stipendiet 2015, tilldelats Spelstinamedaljen 2017, Pelle Molinsällskapets Kulturstipendium 2018, Johan Nordlander-sällskapets kulturpris 2018, Rosenströms stiftelse för Norrländskt kulturstöd 2018, STIM-Stipendium 2020, Region Gävleborgs Världsarvsstipendium 2020 och Olof Högbergplaketten av Norrlandsförbundet för framstående kulturell gärning 2020.

## Discografi

### Egna utgåvor
- 2014 – Beata Bermuda (Beata Bermuda) FemmeLi Records
- 2017 – Matriarkerna (Sara Parkman & Samantha Ohlanders) Kakafon Records
- 2017 – Old School Sessions (Beata Bermuda) WannaDance Records
- 2019 – Supertraditionellt material kurerat av Sara Parkman och Samantha Ohlanders Caprice Records
- 2022 – Landsbygdsupproret

### Medverkan
- 2019 - 0 - 100 (Bob Hund) Adrian Recordings
- 2019 - Vesper (Sara Parkman) Supertraditional